# Chakhaji anh-eun yeojadeul
Chakhaji anh-eun yeojadeul (hangeul: 착하지 않은 여자들, lett. Donne cattive; titolo internazionale Unkind Ladies) è una serie televisiva sudcoreana trasmessa su KBS2 dal 25 febbraio al 14 maggio 2015.

## Trama
Tre generazioni di donne sono guidate dalla matriarca Kang Soon-ok, una famosa insegnante di cucina per ricchi e famosi. Sua figlia maggiore Kim Hyun-jung è una presentatrice televisiva, mentre la minore, Kim Hyun-sook, è la pecora nera della famiglia. La figlia di Hyun-sook, Jung Ma-ri, è sulla strada per diventare la più giovane professoressa nell'università dove lavora, e intanto viene coinvolta in un triangolo amoroso con una coppia di fratellastri, il reporter Lee Doo-jin e l'insegnante di kendō Lee Roo-oh.

## Personaggi
- Kang Soon-ok, interpretata da Kim Hye-ja e Lee Hang-na (a 37 anni).
- Kim Hyun-sook, interpretata da Chae Shi-ra e Ha Seung-ri (da giovane).
- Kim Hyun-jung, interpretata da Do Ji-won e Im Ju-yeon (da giovane).
- Jung Ma-ri, interpretata da Lee Ha-na.
- Jang Mo-ran, interpretata da Chang Mi-hee e Ha Ji-eun (da giovane).
- Kim Chul-hee/Yang Mi-nam, interpretato da Lee Soon-jae e Kim Hyun-goon (da giovane).
- Lee Mi-do, interpretata da Park Eun-shil.
- Jung Goo-min, interpretato da Park Hyuk-kwon e Yoon Jong-heon (da giovane).
- Na Hyun-ae/Na Mal-nyeon, interpretata da Seo Yi-sook.
- Ahn Jong-mi, interpretata da Kim Hye-eun e Kim Min-young (da giovane).
- Lee Moon-hak, interpretato da Song Chang-min.
- Lee Roo-oh, interpretato da Song Jae-rim.
- Lee Doo-jin, interpretato da Kim Ji-seok.
- Han Choong-gil, interpretato da Choi Jung-woo.
- Sun Dong-tae, interpretato da Jung Ji-soon.
- Jae-kyung, interpretata da Ji Yi-soo.
- Amica di Ma-ri, interpretata da Jang Kyung-ae.
- Na Boo-gil, interpretato da Lee Seung-hyun.

## Ascolti
| Episodio | Data di trasmissione | Dati TNSM           | Dati TNSM                  | Dati AGB            | Dati AGB                   |
| Episodio | Data di trasmissione | A livello nazionale | Area metropolitana di Seul | A livello nazionale | Area metropolitana di Seul |
| -------- | -------------------- | ------------------- | -------------------------- | ------------------- | -------------------------- |
| 1        | 25 febbraio 2015     | 8,8%                | 10,3%                      | 9,1%                | 9,4%                       |
| 2        | 26 febbraio 2015     | 8,9%                | 10,4%                      | 9,8%                | 10,2%                      |
| 3        | 4 marzo 2015         | 10,1%               | 13,0%                      | 11,8%               | 12,2%                      |
| 4        | 5 marzo 2015         | 9,5%                | 12,8%                      | 11,5%               | 12,7%                      |
| 5        | 11 marzo 2015        | 9,1%                | 11,8%                      | 12,0%               | 13,1%                      |
| 6        | 12 marzo 2015        | 9,5%                | 11,9%                      | 12,2%               | 13,3%                      |
| 7        | 18 marzo 2015        | 9,6%                | 12,2%                      | 12,1%               | 12,4%                      |
| 8        | 19 marzo 2015        | 9,5%                | 12,5%                      | 13,7%               | 14,7%                      |
| 9        | 25 marzo 2015        | 9,8%                | 11,3%                      | 12,8%               | 13,9%                      |
| 10       | 26 marzo 2015        | 10,3%               | 11,7%                      | 12,9%               | 13,8%                      |
| 11       | 1 aprile 2015        | 9,9%                | 12,0%                      | 11,9%               | 12,1%                      |
| 12       | 2 aprile 2015        | 10,6%               | 12,3%                      | 13,7%               | 15,1%                      |
| 13       | 8 aprile 2015        | 10,5%               | 11,9%                      | 13,6%               | 14,0%                      |
| 14       | 9 aprile 2015        | 10,4%               | 12,4%                      | 12,7%               | 13,4%                      |
| 15       | 15 aprile 2015       | 10,0%               | 11,5%                      | 12,1%               | 12,3%                      |
| 16       | 16 aprile 2015       | 9,4%                | 11,5%                      | 12,2%               | 12,8%                      |
| 17       | 22 aprile 2015       | 9,8%                | 10,9%                      | 12,1%               | 12,7%                      |
| 18       | 23 aprile 2015       | 8,8%                | 9,8%                       | 12,4%               | 13,9%                      |
| 19       | 29 aprile 2015       | 8,5%                | 9,9%                       | 11,4%               | 11,8%                      |
| 20       | 30 aprile 2015       | 9,7%                | 10,9%                      | 11,2%               | 11,8%                      |
| 21       | 6 maggio 2015        | 9,8%                | 11,5%                      | 12,6%               | 13,6%                      |
| 22       | 7 maggio 2015        | 9,1%                | 10,4%                      | 11,5%               | 11,9%                      |
| 23       | 13 maggio 2015       | 9,7%                | 11,1%                      | 12,2%               | 13,4%                      |
| 24       | 14 maggio 2015       | 9,7%                | 11,6%                      | 12,0%               | 12,9%                      |
| Media    | Media                | 9,6%                | 11,5%                      | 12,1%               | 12,8%                      |

## Colonna sonora
1. The Girl and the Streetlight (Acoustic Ver.) (소녀와 가로등 (Acoustic Ver.)) – Acoustic Collabo
2. The Girl and the Streetlight (Original Ver.) (소녀와 가로등 (Original Ver.)) – Acoustic Collabo
3. Because I... (내가 그댈) – Jung Woo-sung
4. I Missed You (그리웠어 너) – Postmen
5. I Love You (그댈 사랑합니다) – Oh Yoo-joon
6. One Chance – SUKI